# Oronzo Reale
Pour les articles homonymes, voir Reale.
Oronzo Reale, né le 24 octobre 1902 à Lecce dans les Pouilles, et mort le 5 août 1988 à Rome, est un homme politique italien du XXe siècle.

## Biographie
Avocat, dans sa jeunesse Oronzo Reale est républicain. En retrait pendant le fascisme, en 1943 il adhère au Partito d'Azione (parti d'action). Après la dissolution de ce parti en 1947 il s'inscrit au Parti républicain italien (PRI) et en 1949 il en devient le secrétaire national. Il le restera jusqu'à son entrée au gouvernement en 1963.
Député de 1958 à 1976. Ses relations avec Ugo La Malfa (chef du parti depuis 1959) étant excellentes, il est garde des sceaux, ministre de Justice de 1963 à 1968, de 1970 à 1971 et de 1974 à 1976.
Expression de l'aile la plus modérée de son parti, en 1975 il signe une loi très musclée sur l'ordre public (la « legge Reale ») qui lui vaut la haine des formations extra-parlementaires de gauche. 
Il est juge de la Cour constitutionnelle de 1977 à 1986.